# La hora fatal (película)
La hora fatal (o Tormenta mortal; The Mortal Storm, en el original en inglés) es una película de 1940. El filme busca mostrar el lado oscuro del nazismo, que para ese tiempo se encontraba en el auge, mostrando el racismo e ideologías políticas y sociales, tan radicales, y presentes en la Alemania de la Segunda Guerra Mundial

## Reparto
- Margaret Sullavan	 ... 	Freya Roth
- James Stewart	... 	Martin Breitner
- Robert Young	... 	Fritz Marberg
- Frank Morgan	... 	Prof. Viktor Roth
- Robert Stack	... 	Otto von Rohn
- Bonita Granville	... 	Elsa
- Irene Rich	        ... 	Amelie Roth
- William T. Orr	... 	Erich von Rohn
- Maria Ouspenskaya	... 	Hilda Breitner
- Gene Reynolds	... 	Rudi Roth
- Russell Hicks	... 	Rector de la universidad
- William Edmunds	... 	Lehman, conserje de la universidad
- Esther Dale	... 	Marta, criada del profesor Roth
- Dan Dailey 	... 	Holl, líder del grupo de jóvenes (acreditado como Dan Dailey, Jr.)
- Granville Bates	... 	Prof. Berg
- Thomas W. Ross
- Ward Bond